# Norbert Sattler
Norbert Sattler, född 4 oktober 1951 i Mauthen, Kärnten, död 19 januari 2023, var en österrikisk kanotist.
Han tog OS-silver i K-1 i slalom i samband med de olympiska kanottävlingarna 1972 i München.